# Fundação Universitária Vida Cristã (pallavolo)
La Fundação Universitária Vida Cristã è una società pallavolistica maschile brasiliana, con sede a Natal: appartiene all'omonima fondazione.

## Storia
La Fundação Universitária Vida Cristã crea il proprio club di pallavolo nel 2010, con sede a Pindamonhangaba. Due anni più tardi, grazie alla vittoria della Superliga Série B 2012, approda nel massimo campionato brasiliano, esordendovi nell'edizione 2012-13 del torneo.
Dopo due campionati di bassa classifica ed il trasferimento a Taubaté, arrivano i primi successi: oltre alla vittoria del Campionato Paulista, la Funvic vince la Coppa del Brasile 2015 e si piazza al terzo posto nella Superliga Série A 2014-15; partecipa inoltre per la prima volta a una rassegna continentale, classificandosi quarto al campionato sudamericano per club 2015.
Dopo la sconfitta in finale di Supercoppa brasiliana, nel torneo di Superliga successivo arriva un nuovo terzo posto per il club, che invece in ambito continentale esce sconfitto nella finale del campionato sudamericano per club 2016; mentre a livello statale conferma la propria egemonia.
Col successo nella Coppa del Brasile 2017 la Funvic centra il suo secondo titolo a livello nazionale; nella stagione 2018-19 si aggiudica per la prima volta il titolo di campione del Brasile e in quella seguente vince la Supercoppa brasiliana. Nell'annata 2020-21 conquista nuovamente la Supercoppa brasiliana e, per la seconda volta, lo scudetto.
Nel 2021 con la prefettura di Taubaté annuncia la fine della partnership col club, che, dopo essersi fuso con l'Aero Clube, si trasferisce quindi a Natal, nel Rio Grande do Norte. Nel 2022 il club viene escluso dalla massima divisione nazionale a causa di irregolarità finanziarie.

## Rosa 2016-2017
| N° | Nome                | Ruolo | Data di nascita  | Nazionalità sportiva |
| -- | ------------------- | ----- | ---------------- | -------------------- |
| 1  | Isbel Mesa          | C     | 2 giugno 1989    | Cuba                 |
| 2  | Matheus de Oliveira | L     | 5 maggio 1994    | Brasile              |
| 5  | Lucas Lóh           | S     | 18 gennaio 1991  | Brasile              |
| 6  | Danilo Gelinski     | P     | 13 marzo 1990    | Brasile              |
| 7  | Raphael de Oliveira | P     | 14 giugno 1979   | Brasile              |
| 8  | Ricardo Lucarelli   | S     | 14 febbraio 1992 | Brasile              |
| 9  | André Aleixo        | S     | 21 dicembre 1990 | Brasile              |
| 10 | Vinicius dos Santos | S     | 10 maggio 1986   | Brasile              |
| 11 | Renan dos Santos    | S     | 29 aprile 1994   | Brasile              |
| 12 | Jonatan da Silva    | P     | 29 aprile 1995   | Brasile              |
| 13 | Nicolas dos Santos  | C     | 17 marzo 1995    | Brasile              |
| 14 | Otávio Pinto        | C     | 27 febbraio 1991 | Brasile              |
| 16 | Éder Carbonera      | C     | 19 ottobre 1983  | Brasile              |
| 17 | Kaio Rocha          | O     | 15 agosto 1986   | Brasile              |
| 18 | Wallace de Souza    | O     | 26 giugno 1987   | Brasile              |
| 19 | Mário Pedreira      | L     | 3 maggio 1992    | Brasile              |

## Palmarès
- Campionato brasiliano: 2

2018-19, 2020-21
- Coppa del Brasile: 2

2015, 2017
- Supercoppa brasiliana: 2

2019, 2020
- Campionato Paulista: 6

2014, 2015, 2016, 2017, 2018, 2019
- Coppa San Paolo: 1

2015